# Stuart Skinner
Stuart Skinner, född 1 november 1998, är en kanadensisk professionell ishockeymålvakt som spelar för Edmonton Oilers i National Hockey League (NHL). Han har tidigare spelat för Bakersfield Condors i American Hockey League (AHL); Wichita Thunder i ECHL samt Lethbridge Hurricanes och Swift Current Broncos i Western Hockey League (WHL).
Skinner draftades av Edmonton Oilers i tredje rundan i 2017 års draft som 78:e spelare totalt.